# 前田莉瑚
前田 莉瑚（まえだ りこ、1999年2月3日 - ）は、宮崎県出身の女優。エルアンドエル・ビクターエンタテインメント所属。

## 人物
身長160cm。体重46kg。血液型A型。
趣味はサウナ、映画、読書、YouTube。特技は着付け、卓球、バドミントン、短距離走、催眠術にかかること。
サウナ・スパ健康アドバイザー、日本舞踊尾上流初級免状の資格あり。
2011年から2014年まで地元・宮崎県のご当地アイドル「Marine Kiss」のリーダーとして活動していた。

## 出演作品

### テレビドラマ
- 木曜劇場 / あなたがしてくれなくても（2023年、フジテレビ） - 小山はるか
- 金曜ナイトドラマ / 今日からヒットマン（2023年、テレビ朝日）
- テレビ朝日開局65周年記念 松本清張 二夜連続ドラマプレミアム第一夜『顔』（2024年、テレビ朝日） - 若者
- 木曜ドラマ / ザ・トラベルナース（2024年、テレビ朝日） - 石本香
- 相棒 SEASON23 第11話（2025年、テレビ朝日） - 博多の亀山薫

### テレビ番組
- UMK 宝くじ特番（2017年、テレビ宮崎） - アシスタント
- まさかの一丁目一番地（2024年、TBS）

### 映画
- 海汐プロダクション自主制作映画「ひかる」（2017年） - 百瀬ひかる、美和子
- スペシャルアクターズ（2019年、松竹）
- 専門学校東京ビジュアルアーツ自主製作映画「それでも、」（2019年） - 篠原優雨
- 現代怪奇百物語 怪奇短編集「呪胎」（2021年） - 主演：美沙
- 短編映画「SMACK!」（2022年） - 美雨
- 劇映画 孤独のグルメ（2025年、東宝） - 鎌田

### 舞台
- 海汐プロダクション主催舞台
  - 「ホーンテッド・スクール2015」（2015年）
  - 「クリスマスの HEROINE」（2016年）
- ソラリネ。#26「蝶」（2019年）
- おぶちゃPRJoie!ESENTS「Joie!」（2020年）
- 清らかな水のように～私たちの1945（2021年）
- 一人芝居「少女夢幻論II」（2021年）

### モデル
- 宮崎ガールズコレクション2011（2011年）
- シェラトングランデオーシャンリゾート（2016年） - ゼクシィモデル
- ユニクロ・GU オータムコレクション inえれこっちゃ宮崎（2017年）

### ライブ
- 山口太幹映画デビュー記念LIVE（2018年） - ソロ出演

### PV
- 乃木坂46 金川紗耶個人PV「6畳一間と、暇つぶし」（2019年） - 未来の私

### WEB
- MemoReplay～メモリプレイin鹿児島（2018年、YouTube）
- 催眠術チャンネル「ヒプノティストDai」（2020年、YouTube）